# SN 2007dk
SN 2007dk – supernowa typu Ia odkryta 19 kwietnia 2007 roku w galaktyce A123125-0429. W momencie odkrycia miała maksymalną jasność 17,20m.